# Turbonilla schmitti
Turbonilla schmitti är en snäckart som beskrevs av Bartsch 1917. Turbonilla schmitti ingår i släktet Turbonilla och familjen Pyramidellidae. Inga underarter finns listade i Catalogue of Life.